# Adolph Saphir

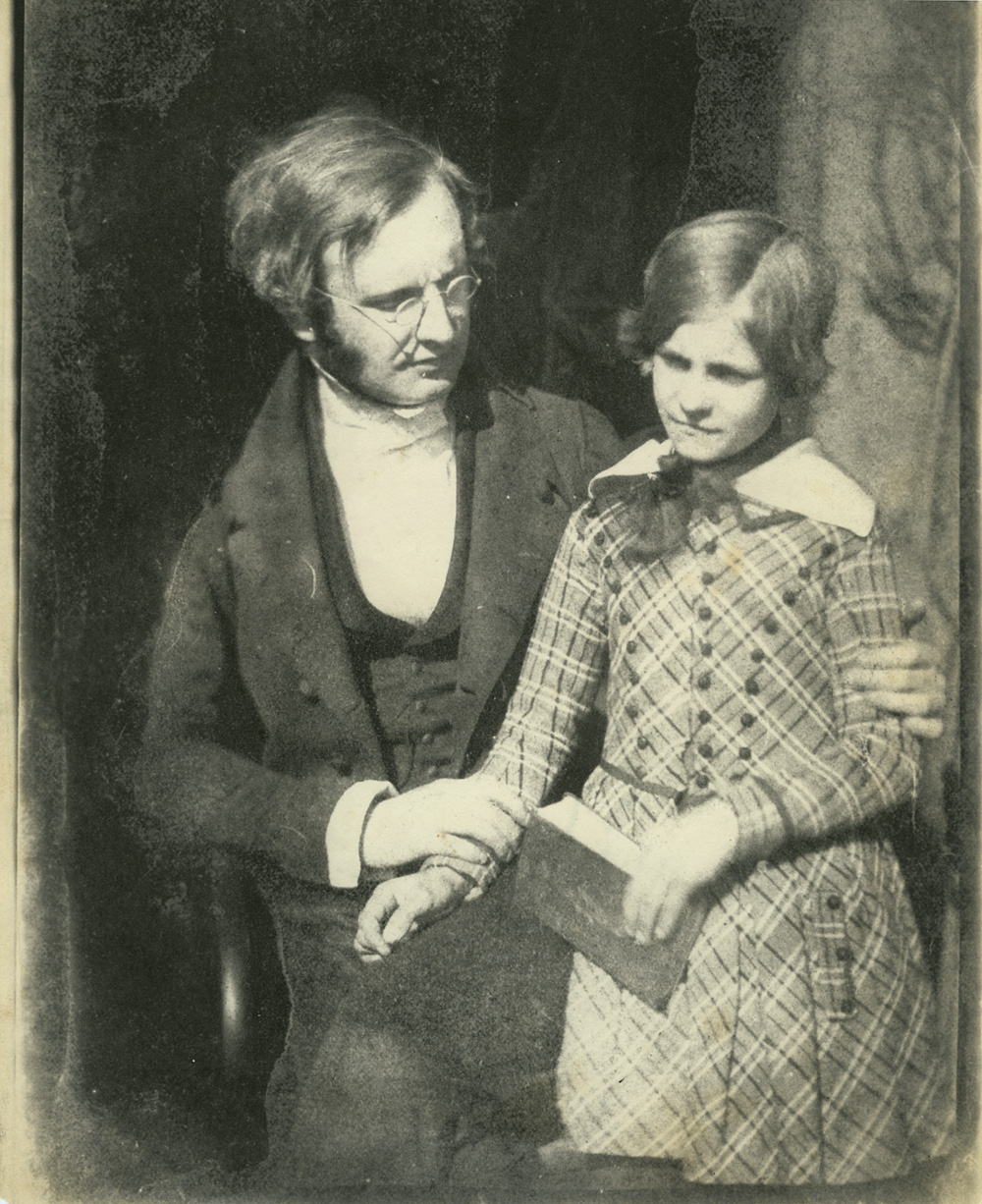
Adolph Saphir

Adolf Saphir (* 26. September 1831 in Pest; † 4. April 1891 in London) war ein britischer presbyterianischer Geistlicher und Publizist.
Adolph Saphir entstammte einer jüdischen Familie aus Budapest. Er war vor allem in Großbritannien in der Judenmission tätig.